# ВК Приморац
Ватерполо пливачки клуб Приморац је ватерполо клуб из Котора, Црна Гора. Тренутно се такмичи у Регионалној лиги

## Историја
Клуб је основан 1922. године, а 1960. улази у Прву лигу Југославије. У сезони 1977/78. стиже до финала Купа победника купова где је поражен од Ференцвароша из Будимпеште, а у сезони 1985/86. осваја дуплу круну, освојивши куп и првенство Југославије. Клуб 2007. и 2008. осваја првенство Црне Горе, а 2009. национални куп. Највећи успех клуб остварује у сезони 2008/09. када осваја Евролигу, у финалу је победио италијански Про Реко са 8:7, а 2009. такође осваја и Суперкуп Европе.
У сезони 2009/10. били су вицешампиони Европе изгубивши у финалу од Про Река. 2021 године осваја куп Црне Горе. 
Послије 16 година зауставља вјечитог ривала ПВК Јадран у побједничком низу освајања првенства Црне Горе у сезони 2023/24.

## Навијачи
Навијачи ВПК Приморац су се организовали у групу Бештије. Бештије су једне од најстаријих група навијача што се тиче ватерпола у Црној Гори. Основали су се 1986. године

## Успеси
| Такмичење                             | Такмичење                | Број                     | Година                                                         |                          |                          |
| Национално првенство — 3              | Национално првенство — 3 | Национално првенство — 3 | Национално првенство — 3                                       | Национално првенство — 3 | Национално првенство — 3 |
| ------------------------------------- | ------------------------ | ------------------------ | -------------------------------------------------------------- | ------------------------ | ------------------------ |
| Првенство СФР Југославије             | Првак                    | 1                        | 1985/86.                                                       |                          |                          |
| Првенство СФР Југославије             | Други                    | 1                        | 1976.                                                          |                          |                          |
| Првенство СР Југославије              | Првак                    | 0                        | /                                                              |                          |                          |
| Првенство СР Југославије              | Други                    | 1                        | 2002/03.                                                       |                          |                          |
| Првенство Црне Горе                   | Првак                    | 3                        | 2006/07, 2007/08, 2023/24.                                     |                          |                          |
| Првенство Црне Горе                   | Други                    | 6                        | 2008/09, 2009/10, 2012/13, 2020/21, 2021/22, 2022/23.          |                          |                          |
| Национални куп — 5                    |                          |                          |                                                                |                          |                          |
| Куп СФР Југославије                   | Победник                 | 1                        | 1985/86.                                                       |                          |                          |
| Куп СФР Југославије                   | Финалиста                | 2                        | 1977, 1978.                                                    |                          |                          |
| Куп СР Југославије                    | Победник                 | 1                        | 2002/03.                                                       |                          |                          |
| Куп СР Југославије                    | Финалиста                | 0                        | /                                                              |                          |                          |
| Куп Србије и Црне Горе                | Победник                 | 0                        | /                                                              |                          |                          |
| Куп Србије и Црне Горе                | Финалиста                | 1                        | 2003/04.                                                       |                          |                          |
| Куп Црне Горе                         | Победник                 | 3                        | 2009/10, 2021/22, 2024/25.                                     |                          |                          |
| Куп Црне Горе                         | Финалиста                | 7                        | 2010/11, 2012/13, 2013/14, 2016/17, 2020/21, 2022/23, 2023/24. |                          |                          |
| Континентална такмичења — 2           |                          |                          |                                                                |                          |                          |
| Лига шампиона (Куп шампиона/Евролига) | Првак                    | 1                        | 2008/09.                                                       |                          |                          |
| Лига шампиона (Куп шампиона/Евролига) | Финалиста                | 1                        | 2009/10.                                                       |                          |                          |
| Лига шампиона (Куп шампиона/Евролига) | Полуфинале               | 1                        | 1986/87.                                                       |                          |                          |
| Куп победника купова                  | Победник                 | 0                        | /                                                              |                          |                          |
| Куп победника купова                  | Финалиста                | 1                        | 1977/78.                                                       |                          |                          |
| Суперкуп Европе                       | Победник                 | 1                        | 2009.                                                          |                          |                          |
| Суперкуп Европе                       | Финалиста                | 0                        | /                                                              |                          |                          |
| Регионална такмичења                  |                          |                          |                                                                |                          |                          |
| Јадранска лига                        | Првак                    | 0                        | /                                                              |                          |                          |
| Јадранска лига                        | Финалиста                | 0                        | /                                                              |                          |                          |
| Јадранска лига                        | 3. место                 | 2                        | 2008/09, 2009/10.                                              |                          |                          |